# NO PAIN
NO PAIN (노 페인)은 2022년 대한민국의 록 밴드 실리카겔의 싱글 앨범이다. 2022년 3월 셀리카겔 단독 공연 '신서사이즈'에서 처음 공개되었으며, 2022년 8월 25일 디지털 싱글로 발매되었다.

## 제작
2023년 5월 실리카겔은 "당시에 저희가 할 수 있었던 최고의 환경을 조성해서 제작했다"며 밴드에게 있어 전환점이 되는 노래라 소개하였다.
곡의 분위기와 의미에 대해 멤버 김춘추는 "내면적인 이야기를 음악에 담으려 했다"고 밝혔으며, 보컬 김한주는 "저마다 복종하며 사는 나약한 인간들이 다같이 '내가 만든 집'에서 노래하며 위로받을 수 있다"는 내용으로 곡을 꾸렸다고 밝혔다.
훗날의 인기에 대해 2024년 인터뷰에서 김춘추는 "대중이 좋아할 만한 요소가 담긴 노래란 것은 충분히 인지했다"며 음악과 활동의 컨트롤에 대한 자신감이 생겼다고 밝혔다.
뮤직비디오는 〈9〉, 〈NEOU SOUL〉, 〈Kyo181〉등 실리카겔의 이전 곡의 뮤직비디오를 맡았던 멜트 미러 감독이 다시 작업하였다. 이후 2023년 12월 20일 발매된 실리카겔의 2집 앨범 《POWER ANDRE 99》의 8번째 트랙으로 수록되었다.

## 수상과 평가
2023년 2월 한국대중음악상 최우수 모던록 '노래' 부문상을 수상하였다. 선정위원 신샘이는 "한껏 올라간 기타와 비장하게 달려가는 드럼과 베이스"를 높이 평가하며 "록 음악이 다시 유행가가 될 수 있다는 희망을 품게 한다"고 평가하였다. 조혜림은 "실리카겔이 싸워온 것들과의 승리를 선언하며 독립된 연대를 촉발시킨다"고 평가하였다.
작품성 면에서 2023년 5월 뉴시스는 "연주와 사운드의 질감은 차가우나, 메시지나 분위기는 따뜻하게 느껴진다"고 평가하였다. 같은 시기 아트인사이트는 "가장 대중성 있는 음악"이자 "가장 희망적인 곡"이며, "굉장히 사이키델릭한 분위기로 실리카겔만의 어법을 구성하고 있다"고 평했다.
대중적인 인기와 관련해서는 2023년 8월 동아일보의 김학선 평론가는 인천 펜타포트 락 페스티벌과 함께 이 곡을 소개하며 "축제 현장의 송가가 됐다"고 평가했다. 연합뉴스는 본 싱글을 기점으로 "독보적 라이브 퍼포먼스가 대중적으로 주목"받았으며 "아이돌급 팬덤을 품에 안았다"고 평가했다.